# Рабдомиолиза
Рабдомиолиза (лат. Rhabdomyolysis) је нагло настало оштећење (lysis) скелетних мишића (rhabdomyo) због оштећења мишићног ткива. Оштећење мишића може бити изазвано физичким (нпр. краш повреде), хемијским или биолошким факторима.
Разарање мишића доводи до ослобађања производа насталих у оштећеним мишићним ћелијама у крвоток. Неки од производа, као што је миоглобин (протеин)  штетни су за бубреге и могу довести до акутне бубрежне инсуфицијенције.

## Историја
Први подаци о рабдомиолизи потичу из давних времена. У Старом завету описана је појава овог поремећаја после велике потрошње меса препелица у току егзодуса Јевреја из Египта (бројеви. 11  31–33). Појава миолизе код особа које једу месо препелице добро је позната у медитеранском региону, а јављла се као последица интоксикације меса препелица отровном травом, са јако токсичним алкалоидом кониином, којом се хране препелице током пролећне сеобе. Ово су доказале студије спроведене током 1991.. И у Старом завету се такође описује појева ове болести у пролеће.
У 20. веку први случајеви краш синдрома након којег се јављала и акутна бубрежна инсуфицијенција описани су након земљотреса у Месини (Сицилија) 1908. и Немачкој у војној медицинској литератури, током Првог светског рата, код војника затрпаних у рововима након гранатирања.
Рабдомиолизу и акутну бубрежну инсуфицијенцију описују у Енглеској Ерик Бајвотерс и Д. Бел, код жртава бомбардовања у Лондону 1940. и 1941, са знацима краш синдрома. Нешто касније Бајвотерс након спроведеног истраживања описује улогу миоглобина у развоју реналне дисфункције
Почетком 1970. у бројним студијама наводи се појава рабдомиолизе као потенцијалног узрока акутне инсуфицијенције бубрега и код оштећења организма која нису изазвана повредом (нетрауматским поремећајима изазвана рабдомиолиза).

## Епидемиологија
Рабдомиолиза је релативно ретка болест у свакодневном животу, а њену учесталост у општој популацији са сигурношћу је тешко утврдити. Ипак, у свету постоје следеће процене:
- У САД, у једној студији је процењено да се годишње јави око 2 болесника са рабдомиолизом на 10.000 особа,[7] а друга студија је открила 26.000 случајева годишње.[8]
- До 85% болесника са израженим трауматским оштећењима доживеће одређени степен рабдомиолизе.[9] Болесници са тешким повредама код којих је дошло до развоја рабдомиолизе и бубрежне инсуфицијенције као њене компликације имају смртност од око 20%.[10]
- Рабдомиолиза је значајан узрок акутне бубрежне инсуфицијенције. У једној студији, која је обухватила период од две године и 157 болесника, акутна бубрежна инсуфицијенција се развила у 16,5% болесника са рабдомиолизом.[11]
- Краш повреда је уобичајена појава у великим катастрофама, а поготово у земљотресима. У око 50% особа са краш повредом као компликација повреде јавља се рабдомиолиза.
- Постоје и многи, нетрауматски, узроци који изазивају уништење миоцита и појаву рабдомиолизе; тровања алкохолом и сурогатима алкохола, дрога, угљен-моноксид, издувни гасови само су неки од узрочника[12]
- Постоји и велики број ретких патолошких стања и обољења, као и лекова и хемијских једињења која проузрокују појаву рабдомиолизе.

Узроци рабдомиолизе могу бити разврстани као трауматски (физички) или као не-трауматски (не-физички). Физичким узроцима изазвана рабдомиолиза је у неким ситуацијама ограничена на одређени део тела (најчешће се ради о мускулатури удова), док рабдомиолизе због других разлога тежи да истовремено утиче на све мишиће у телу.
| Узроци и изазивачи рабдомиолизе                    | Узроци и изазивачи рабдомиолизе |
| -------------------------------------------------- | --- |
| Узроци                                             | Изазивачи |
| 1. ТРАУМАТСКИ (фИЗИЧКИ)                            | |
| 1.1. Трауматска рабдомиолиза                       | - Саобраћајне и индустријске повреде; - Природне катастрофе, рат, тероризам; - Дуг боравак у принудном положају (након можданог удара, због пијанства или продужених хируршких процедура које трају дуже од 6 часова) |
| 1.2. Зачепљење (хипоперфузије)крвних судова мишића | - Тромбоза, емболија, компресије крвних судова, шок, стезање артерије током операције, или сепсе (због било ког разлога) |
| 1.3. Прекомерна мишићна активност                  | - Физичко вежбање (нарочито у условима дехидрације при вежабању на повећаној температури и влажности ваздуха); - Физичка мучења или злостављања; - Епилептички напади; - Психичка узнемиреност; - Делиријум тременс; - Тетанус; - Предозирање „екстази“, амфетамин; - Астматични статус;                                                            |
| 1.4. Утицај електричне струје                      | - Електрична повреда изазвана високим напоном; - Удар грома; - Електрошок. |
| 1.5. Прегеревање тела (хипертермија)               | - Висока температура околине; - Сепса; - Неуролептични малигни синдром; - Малигни топлотни удар. |
| 2. НЕТРАУМАТСКИ (НЕ-ФИЗИЧКИ)                       | |
| 2.1. Метаболичке миопатије                         | - Недостатак ензима у дисајном ланцу митохондрија; - Недостатак карнитина-палмитол трансферазе; - Дефицит миоаденилдезаминазе; - Недостатак фосфоркиназе; |
| 2.2. Лекови и токсини                              | - Лекови који изазивају рабдомиолизу (Табела у наставку); - Отрови змија и инсеката, инсектициди, тешки метали; - Тровање месом рибе „Broocings“ (САД); - Тровање месом Манића (Северна Европа) - болест ; - Тровање месом препелица (углавном у пролеће када се ова птица храни травом богатом токсичним алкалоидом кониином) - Тровање неким врстама гљива |
| 2.3. Инфекција                                     | - Локалне упале мишића (полимиозитис, метастаза инфекције у току сепсе); - Системски учинци инфекције (синдром бактеријског шока, инфекције које изазивају; легионелозу, туларемију, салмонелозу, маларију фалципарум, грип, ХИВ, херпес и коксакиа вируси);                                                                                        |
| 2.4. Поремећаји електролита                        | - Хипокалиемија; - Хипокалцемија; - Хипофосфатемија; - Хипонатремија и хипернатремија; |
| 2.5. Ендокрини поремећаји                          | - Хипотиреоидизам; - Дијабетесна кома у комбинацији са поремећајима електролита |
| 2.6 Полиомиозит/дерматомиозитис                    | |

## Механизам настанка
Повреде мишића, као и њихово оштећење разним механизмима (неведеним у етиологији рабдомиолизе), резултују ланчаним механизмом који доводи до изласка јона калцијума у међућелијски простор. Вишак калцијума проузрокује патолошку интерреакцију актина и миозина која се завршава уништењем и некрозом мишићних и влакана
Из оштећених мишића излазе велике количине калијума, фосфата, миоглобина, креатин киназе (CK) и урата у циркулацију. У нормалним околностима физиолошка, концентрација миоглобин у плазми је веома ниска (од 0.000 до 0,003 mg/dl). Ако је више од 100 грама скелетних мишића оштећено, долази до засићења серума хаптоглобином. Миоглобин постаје „слободан“, што покреће процес његовог филтрирања у бубрезима. Због превелике концентрације миоглобина у бубрежном гломеруларном Филтрату, јавља се зачепљење бубрежних каналића, што има за последицу оштећење бубрега.
| Знаци                                                  | Механизам |
| Директно оштећење ћелијске мембране                    | - Краш повреда, комадање, пожар, бомбардовање, тровање, разарање                                                                  |
| Хипоксија мишићних ћелија доводи до осиромашења АТП    | - Анаеробни услови: појава шока, васкуларна оклузија (као последиаца дисеминоване интраваскуларне коагулације) и компресије ткива |
| Поремећај електролита омета рад натријум-калијум пумпе | - Хипокалиемија: повраћање, пролив, изражена диуреза (измокравање) - Хипонатремија: тровање водом                                 |
| Акутна бубрежна инсуфицијенција                        | - Нефротоксично дејство слободних састојака миоцита                                                                               |

## Клиничка слика
Брза дијагностика рабдомиолизе је од суштинског значаја за спречавање озбиљних компликација, ове болести, али њена дијагноза је компликована због променљиве природе поремећаја и неспецифичне клиничких симптома (који се често испољавају у различитим облицима). Класичну симптоматологију рабдомиолизе карактерише;
- Бол у мишићима
- Општа слабост
- Тамнобраон мокраћа

Клиничка слика рабдомиолиза се може испољити у распону од асимптоматске миоглобинемије до угрожавања живота отказом функције бубрега.
Клиничке манифестације рабдомиолизе начелно се деле на;
Мишићно-скелетне (локалне) манифестације
Бол у мишићима, слабост, малаксалост и контрактура, може да обухвати одређене групе мишића или је генерализована. Најчешће захваћене мишићне групе су мишићне групе удова и доњег дела леђа. Мишићи и тетиве могу бити натечени, што се на кожи може манифестовати модрицама, отоком и некрозом. Ове промене се виде у око 10% болесника. Неки болесници пате од јаких болова, који могу да се буду слични дубокој венској тромбози а бол у леђима може имитирати бубрежне колике. Слично томе, промене у мускулатури грудног коша могу бити праћене болом сличном „ангинозном“ болу.
Опште (системске) манифестације
Опште манифестација рабдомиолизе укључују слабост, грозницу, убрзан рад срца (тахикардију), мучнину, повраћање, збуњеност, нервозу или делиријум, анурију... и повезане су са поремећајима у метаболизму електролита (нпр. слабост мишића и појава бола изазвана је хипокалијемијом).
Преко 50% болесника се не жали на болове у мишићима или општу слабост. Код таквих а и других болесника, иницијални клинички знак рабдомиолизе може бити промена изгледа (боје) мокраће, која варира од розе (боја чаја), до боје кока коле, и тамноцрне.

## Дијагноза
Анамнеза и објективни преглед могу да дају наговештај рабдомиолизе, али потврду дијагнозе дају лабораторијска испитивања.
Мерење нивоа серумских ензима мишића је битан параметар у процени поремећја који су код болесника праћени слабошћу или боловима у мишићима, али и за контролу резулата лечења одређених обољења мишића. Креатин киназа (CK), лактат дехидрогеназа (LD), аланин аминотрансфераза (ALT), аспартат аминотрансфераза (AST) и алдолазе су серумски ензими који се мере у клиничкој пракси код рабдомиолизе и краш синдрома, али и код многих других болести.
Лабораторијско обележје рабдомиолизе је висина мишићних ензима у серуму. Међу, лекарима не постоји јединствени став који би параметар био најбољи за дијагнозу рабдомиолизе - креатин киназа (CK-ензим који се при одумирању одређених мишићних ћелија појављује у крвотоку) или миоглобин. У односу на почетак болести миоглобин први повећава ниво, у року од око 6 часова, али га и брзо смањује. Ниво креатинин киназе спорије расте, али је и стално повишен од неколико дана до неколико недеља. Позитиван налаз крварења у мокраћи, уз одсуство црвених крвних зрнаца у седименту указује на миоглобинурију.
CK (креатинкиназа) нивои су најосетљивији индикатори повреде мишићних ћелија у рабдомиолизи. Нормална вредности CK ензима су 45-260 U/l. (CK) у рабдомиолизи расте у року од 12 сати од почетка повреде мишића, а свој врх достиже у 1-3 дану, а опада 3-5 дана након повреде мишића. Врхунац нивоа CK може да буде показатељ степен развоја инсуфицијенције бубрега.
Креатин киназа - (CK) је ензим који се највише користи у дијагностици и праћењу болести мишића. Скелетни мишићи имају највећу концентрацију (CK) у односу на било која друга ткива у организму. Она је присутна у највишем концентрације у серуму као одговор на мишићна оштећења, и најосетљивије је показатељ повреде мишића.
CK се налази на унутрашњој страни мембране митохондрија, у миофибрилима, и цитоплазми мишића.
Он је укључен у процес производње енергије у ћелији и њено складиштење преко два главна ефекта;
- као катализатора производње енергије преко (ATP) путем трансфера фосфата из креатин фосфат, који је главни резервоар за складиштење енергије мишића за време одмора, у (ADP) (аденозин дифосфат),
- као преносилац енергије фосфата из места производње у митохондријама у цитоплазму мишићних ћелија, где се користи за време мишићних контракција.

Процена миоглобин у серуму и урину је корисна, посебно у раним фазама болести Миоглобин се филтрира од стране бубрега и појављује се у мокраћи када је концентрација у плазми већа од 1,5 mg/dl Мокраћа има тамноцрвенобраон боју када концентрација прелази 100 mg/dl. Миоглобин има кратак полуживот (2-3 сата) и нагло се смањује излучивањем од стране бубрега и процесом метаболизма билирубина. Ниво миоглобин у серуму може се вратити у нормалу у року од 6-8 сати.
У дијагностици се користе и остали мишићни маркери На пример, угљена анхидраза, алдолаза, тропонини, креатинини, уреа калиум, калцијум, фосфор итд.
Анализе згрушавање крви и токсиколошки скрининг користи се за откривање дисеминоване интраваскуларна коагулација, код рабдомиолизе, ако се сумње да су лекови изазивачи поремећаја
Поремећаји функције јетре се могу јавити као последица дејства протеаза излучених из повређених мишића и присутне су у око 25% болесника са рабдомиолизом.
Остали чиниоци који упозоравају на рабдомиолизу су;
- Оток и некроза коже
- Вишеструке повреде (политрауме) или краш повреде
- Увећан тонус мишића
- Хиперкалијемија, хиперфосфатемија или хипокалцемија

## Диференцијална дијагноза[29]
- Анемија српастих ћелија
- Акутна бубрежна инсуфицијенција,
- Опекотине
- Ујед змија отровница, ујед паука (Црна удовица)
- Одељак синдром екстремитета (фасциотомија)
- Дијабетесна кетоацидоза
- Тровање алкохолом
- Дисеминована интраваскуларна коагулопатија
- Тровање лековима (амфетамин, метамфетамин барбитурати, антидепресиви, фенциклидин, салицилати
- Топлотом изазвана исцрпљеност и топлотни удар
- Тровање угљен-моноксидом
- ХИВ инфекција и АИДС
- Злоупотреба наркотика (кокаин, екстази и други халуциногени)
- Поремећаји електролита, Хипернатремија, Хипокалијемија, Хипофосфатемија, Хипонатремија
- Кома
- Тровање етилен гликолом
- Лековима изазвана дистонична реакција
- Хипотиреоза и микседем, кома
- Тровање биљком, Кукута
- Токсичност, теофилином
- Полимиозитис
- Тровање, толуеном

## Лечење

#### Надокнада течности
Лечење рабдомиолизе је првенствено усмерено ка очувању функције бубрега. До 12 литара течности може бити депоновано у некротичном мишићном ткиву што доприноси хиповолемији, као једном од узрока акутне бубрежне инсуфицијенције, код болесника са рабдомиолизом, и зато је примарна мера у лечењу надокнада течности.
Интравенска (интравенска инфузија)-надокнада течности је прва мера у лечењу, која мора бити примењена што раније. У болесника са краш повредом, надокнада течности треба да започне и пре ослобађања заробљених удова или других делова тела из рушевина, али никако касније од шест часова после декомпресије. Применом течности не постиже се само рехидрација (што је од изузетне важности), већ и задовољавајуће измокравање како би се избегла олиогурија (смањено измокравање) и спречила анурија (престанак измокравања).
Истраживања у једној студији утврдила су да очувана диуреза (излучивање мокраће) у првих шест часова од пријема болесника на лечење спречава све манифестације акутне бубрежне инсуфицијенције.

#### Примена електролита
У почетку, нормални слани раствори (0,9% физиолошки раствор NaCl) дају се у количини од 1,5 литара на час. Применом ових раствора одржава се измокравање на 300 ml/h све док концентрација миоглобина не опадне на или испод 1.000 IJ/l. Након спречавања олигурије, почиње се са применом 0,45% физиолошког раствора са додатком једне или два ампуле натријум бикарбоната (40 mEc) и 10 gr/l манитолa. Лекови за измокравање, (група диуретика) се не користе зато што не побољшавају количину измокравања.
Циљеви терапије су да се:
- мокраћа учини алкалном (pH > 6,5) и на тај начин смањи токсичност миоглобина у бубрежним каналима
- побољша испирање бубрега и повећа измокравање миоглобина мокраћоводом.
- отклоне остали симптоми и настали поремећаји, применом симптоматске терапије у зависности од чинилаца који су изазвали рабдомиолизу.

Старији пацијенти са рабдомиолизом се обавезно лече на одељењу интензивне неге, где постоји могућност праћења виталних параметара, и тачно мерење уноса и елиминације течности из организма у току једнох часа, како би правовремено било откривено преоптерећење организма уносом течности. Такође хемодинамски инвазивни мониторинг виталних параметара, је потребан за подешавање лечења код пацијената са кардиоваскуларним поремећајима као и код болесника са већ раније откривеном или хроничном бубрежном дисфункцијом.

#### Хемодијализа
Хемодијализа може бити терапија избора код рабдомиолизе. Упркос интензивном третману код болесника са рабдомиолизом често се развија акутни олигурија и тубуларна некрозе. У овој ситуацији, хемодијализа треба да се започне и спроводи агресивно, најчешће свакодневно. Ако се дијализа спроводи довољно дуго, многим болесницима се делимично или у потпуности могу опоравити бубрежне функције. Шансе за опоравак уз дијализу су много веће као и превазилажење постојеће бубрежне инсуфицијенције.
Почетна хипокалцемија не би требало да буде исправљена ако је пацијент без симптома. Важно је да се избегне додатна отежавајућа хиперкалцемија, која се најчешће развија током фазе опоравка рабдомиолизе, када се калцијум депонован у повређеним мишићима враћа назад у екстрацелуларни простор.
Међутим, неке мере не би требало да буду примењене ако је почетна олигурија превазиђена применом хидратације са нормалним физиолошким раствором. Употреба манитола остаје спорна, јер је углавном доказана на експерименталним животињама и у ретроспективним клиничким студијама.
У једној студији, приказано је да манитол није обезбедио додатну заштиту у поређењу са самосталном применом нормалног физиолошког раствора. Такође, постоје неке дилеме у вези са употребом натријум-бикарбоната, јер он може погоршати хипокалцемију због таложења калцијума и калцијум фосфата у различитим ткивима.

## Компликације
Компликације рабдомиолизе могу бити разврстане у ране и касне.
- Ране компликације обухватају хиперкалиемију, хипокалцемију, увећане вредности ензима јетре, срчану аритмију и срчани удар. Код хиперкалијемије долази до секундарног масовног кварарења у мишићима, и појаве срчане аритмије, а понекад и срчаног удара. Поремећаји у раду јетре јављају се код 25% болесника са рабдомиолизом, јер протеаза испуштена из повређених мишића узрокује оштећења јетре.[28]
- Касне компликације: акутна бубрежна инсуфицијенција и дифузна интраваскуларна коагулација, развијају се 12-72 часова након акутне повреде.[37] Акутна бубрежна инсуфицијенција се може јавити услед миоглобинурије у ~ 20-40% пацијената. Дијализа је неопходна у ~ 50% оних са бубрежном инсуфицијенцијом. Миоглобин може имати и директну цитотоксичност у бубрезима, због потпуне опструкције бубрежних канала миоглобинским „чеповима“ и смањеног протока крви кроз бубрег који прати снижена гломеруларне филтрација, као резултат хиповолемије.[38][39]